# Чемпионат Северной, Центральной Америки и Карибского бассейна по волейболу среди мужчин 1985
9-й чемпионат Северной, Центральной Америки и Карибского бассейна (NORCECA) по волейболу среди мужчин прошёл с 27 сентября по 7 октября 1985 года в Сантьяго-де-лос-Трейнта-Кабальерос (Доминиканская Республика) с участием 11 национальных сборных команд. Чемпионский титул в з-й раз в своей истории и во второй раз подряд выиграла сборная США.

## Команды-участницы
Американские Виргинские острова, Гаити, Гватемала, Доминиканская Республика, Канада, Куба, Нидерландские Антильские острова, Панама, Пуэрто-Рико, США, Тринидад и Тобаго.
От участия отказалась первоначально заявленная Мексика.

## Система проведения чемпионата
10 команд-участниц на предварительном этапе разбиты на две группы. Победители групп напрямую выходят в полуфинал плей-офф. Команды, занявшие в группах 2-е и 3-и места, выходят в четвертьфинал и определяют ещё двух участников полуфинала. Полуфиналисты по системе с выбыванием определяют призёров первенства. Итоговые 5—6-е места разыгрывают проигравшие в 1/4-финала.
Итоговые 7—10-е места по системе с выбыванием разыгрывают команды, занявшие в группах предварительного этапа 4—5-е места.

## Предварительный этап

### Группа А
| М | Команда                  | 1   | 2   | 3 | 4 | 5 | 6 | И | В | П | С/П | О  |
| - | ------------------------ | --- | --- | - | - | - | - | - | - | - | --- | -- |
| 1 | Куба                     |     | 3:2 |   |   |   |   | 5 | 5 | 0 |     | 10 |
| 2 | Канада                   | 2:3 |     |   |   |   |   | 5 | 4 | 1 |     | 9  |
| 3 | Доминиканская Республика |     |     |   |   |   |   | 5 | 3 | 2 |     | 8  |
| 4 | Панама                   |     |     |   |   |   |   | 5 |   |   |     |    |
| 5 | Тринидад и Тобаго        |     |     |   |   |   |   | 5 |   |   |     |    |
| 6 | Гватемала                |     |     |   |   |   |   | 5 |   |   |     |    |

...
4 октября: Куба — Канада 3:2 (13:15, 9:15, 15:12, 15:6, 15:9).

### Группа В
| М | Команда                          | 1   | 2   | 3   | 4   | 5   | И | В | П | С/П  | О |
| - | -------------------------------- | --- | --- | --- | --- | --- | - | - | - | ---- | - |
| 1 | США                              |     | 3:0 | 3:0 | 3:0 | 3:0 | 4 | 4 | 0 | 12:0 | 8 |
| 2 | Пуэрто-Рико                      | 0:3 |     |     |     |     | 4 | 3 | 1 |      | 7 |
| 3 | Нидерландские Антильские острова | 0:3 |     |     |     |     | 4 |   |   |      |   |
| 4 | Гаити                            | 0:3 |     |     |     |     | 4 |   |   |      |   |
| 5 | Американские Виргинские острова  | 0:3 |     |     |     |     | 4 |   |   |      |   |

 Мексика — отказ.
…
29 сентября: США — Пуэрто-Рико 3:0 (15:3, 15:4, 15:2).
30 сентября: США — Нидерландские Антильские острова 3:0 (15:0, 15:4, 15:9).
…

## Плей-офф

### Четвертьфинал
5 октября
Доминиканская Республика — Пуэрто-Рико 3:-
Канада — Нидерландские Антильские острова 3:0

### Полуфинал за 7—10 места
5 октября
Панама — Американские Виргинские острова 3:-
Гаити — Тринидад и Тобаго 3:-

### Полуфинал за 1—4 места
6 октября
Куба — Доминиканская Республика 3:0
США — Канада 3:-

### Матч за 9-е место
6 октября
Тринидад и Тобаго — Американские Виргинские острова  3:-

### Матч за 7-е место
6 октября
Панама — Гаити 3:-

### Матч за 5-е место
6 октября
Нидерландские Антильские острова — Пуэрто-Рико 3:-

### Матч за 3-е место
7 октября
Канада — Доминиканская Республика 3:-

### Финал
7 октября
США — Куба 3:1 (15:2, 15:7, 12:15, 15:10).

## Итоги

### Положение команд
| США                                 |
| Куба                                |
| Канада                              |
| 4. Доминиканская Республика         |
| 5. Нидерландские Антильские острова |
| 6. Пуэрто-Рико                      |
| 7. Панама                           |
| 8. Гаити                            |
| 9. Тринидад и Тобаго                |
| 10. Американские Виргинские острова |
| 11. Гватемала                       |